# Majbrit Nielsen
Majbrit Ølgaard Nielsen (Humlebæk, 17 de junio de 1982) es una deportista danesa que compitió en remo. Su hermano Morten compitió en el mismo deporte.
Ganó una medalla de plata en el Campeonato Mundial de Remo de 2002, en la prueba de cuatro scull. Participó en los Juegos Olímpicos de Atenas 2004, ocupando el sexto lugar en la misma prueba.

## Palmarés internacional
| Campeonato Mundial | Campeonato Mundial | Campeonato Mundial | Campeonato Mundial |
| Año                | Lugar              | Medalla            | Prueba             |
| ------------------ | ------------------ | ------------------ | ------------------ |
| 2002               | Sevilla (España)   | Medalla de plata   | Cuatro scull       |